# Zentrum für Antisemitismusforschung
Zentrum für Antisemitismusforschung – interdyscyplinarna jednostka Uniwersytetu Technicznego w Berlinie utworzona w 1982. Centrum zajmuje się problematyką uprzedzeń, m.in. antysemityzmem, w tym islamskim. Biblioteka Centrum obejmuje 40 000 tomów, w tym kolekcję prac rasistowskich.

## Pracownicy

### Profesorowie
- Stefanie Schüler-Springorum
- Wolfgang Benz(inne języki)
- Werner Bergmann(inne języki)

### Inni
- Ingo Haar
- Ulrich Wyrwa(inne języki)